# Un dîner peu ordinaire (téléfilm)
Pour les articles homonymes, voir The Adventure of the Italian Nobleman.
Pour la nouvelle, voir Le Crime de Regent's Court.
Un dîner peu ordinaire (The Adventure of the Italian Nobleman) est un téléfilm britannique de la série télévisée Hercule Poirot, réalisé par Brian Farnham, sur un scénario de Clive Exton, d'après la nouvelle Le Crime de Regent's Court d'Agatha Christie.
Ce téléfilm, qui constitue le 38e épisode de la série, a été diffusé pour la première fois le 14 février 1993 sur le réseau d'ITV.

## Synopsis
Poirot et Hastings enquêtent sur le meurtre du comte Foscatini. Miss Lemon est déjà sortie avec son valet, M. Graves, qui s'est fait passer pour son secrétaire personnel. Il indique à Poirot que son maître traitait des affaires importantes pour le gouvernement italien, ce que l'ambassade d'Italie nie formellement. Poirot les suspecte de mentir ; d'ailleurs, il semble y avoir beaucoup de secrets dans cette affaire.

## Fiche technique
- Titre français : Un dîner peu ordinaire
- Titre original : The Adventure of the Italian Nobleman
- Réalisation : Brian Farnham
- Scénario : Clive Exton, d'après la nouvelle Le Crime de Regent's Court (1923) d'Agatha Christie
- Décors : Tim Hutchinson
- Costumes : Barbara Kronig
- Photographie : Norman G. Langley
- Montage : Chris Wimble
- Musique originale : Christopher Gunning
  - Musique additionnelle : Neil Richardson
- Casting : Rebecca Howard et Kate Day
- Production : Brian Eastman
  - Production déléguée : Nick Elliott
- Sociétés de production : Carnival Films, London Weekend Television
- Durée : 50 minutes
- Pays d'origine :  Royaume-Uni
- Langue originale : Anglais
- Genre : Policier
- Ordre dans la série : 38e - (5e épisode de la saison 5)
- Première diffusion :
  -  Royaume-Uni : 14 février 1993 sur le réseau d'ITV

## Distribution
- David Suchet (VF : Roger Carel) : Hercule Poirot
- Hugh Fraser (VF : Jean Roche) : Capitaine Arthur Hastings
- Philip Jackson (VF : Claude d'Yd) : Inspecteur-chef James Japp
- Pauline Moran (VF : Laure Santana) : Miss Felicity Lemon
- Leonard Preston : Mr Graves
- Anna Mazzotti : Margherita Fabbri
- David Neal : Bruno Vizzini
- Vincent Riotta (en) : Mario Ascanio
- Sidney Kean : Count Foscatini
- Alberto Janelli : Darida
- Arthur Cox : Dr Hawker
- Vittorio Amandola : 1er secrétaire de l'Ambassade d'Italie
- Ben Bazell : le sergent Beddoes
- David Verrey : chef cuisinier
- Janet Lees-Price : Miss Rider
- Barrie Wilmore : le concierge
- Michael Tudor Barnes : un voisin
- David Willoughby : un gars